# De vreemde soldaat Franklin
De vreemde soldaat Franklin is het 61ste stripalbum van De Blauwbloezen. De oorspronkelijke Franse titel luidt L'étrange soldat Franklin. De strip werd getekend door Willy Lambil en het scenario werd geschreven door Raoul Cauvin. Het album werd uitgebracht in 2017 door uitgeverij Dupuis.